# CMX 600

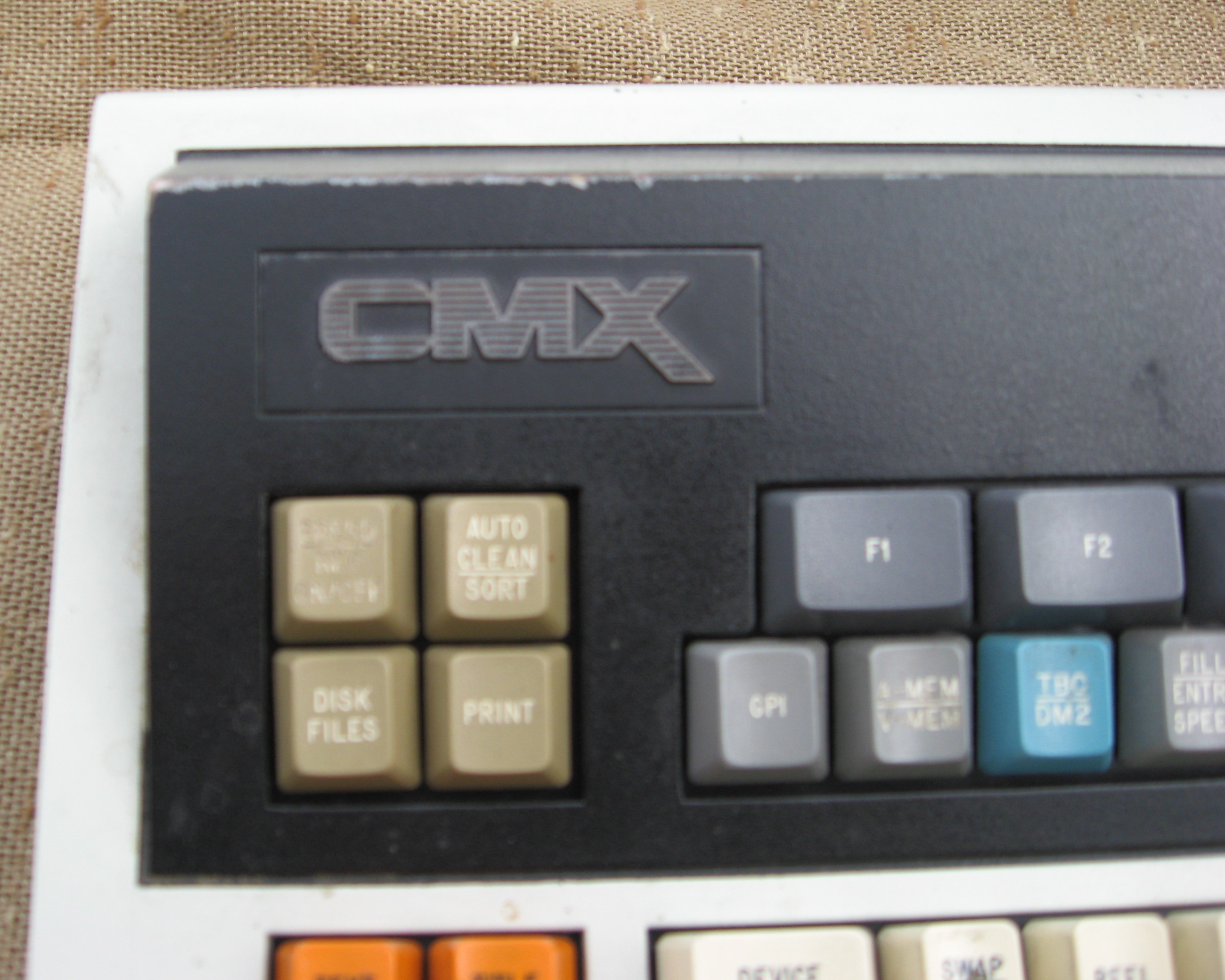
Logotipo de CMX System, la joint venture formada por CBS y Memorex para desarrollar equipos de edición.

El CMX 600 fue el primer sistema de edición no lineal con acceso aleatorio del mundo. Lo desarrolló CMX System en 1970 y comenzó a introducirlo a lo largo de 1971.

## Antecedentes
CMX System había producido sistemas como el CMX 300 y el más básico CMX 50, ambos con tres magnetoscopios y capacidad A/B roll, pero el primero con cintas de 2" y el segundo de 3/4", todo según Ohanian (1996, p. 58). Estos equipos permitían realizar las producciones definitivas u en línea en el primero y otras de prueba u off-line en la segunda. Esto permitía optimizar los tiempos y las amortizaciones al ser un procesos más rápidos que los anteriores procedimientos anteriores, consistentes en desmontar la cinta, cortar los trozos correspondientes y volver a montarla en el magnetoscopio. Además los dos sistemas eran compatibles gracias a poseer la misma pista con código de tiempo SMPTE, indica Ohanian (1996, p. 56). Pese a todas estas ventajas, el modo de trabajo basado en dos equipos o dos salas distintas y varios magnetoscopios, presentaba varios problemas, por ejemplo, avanzar o retroceder unos pocos fotogramas podía consumir bastante tiempo, al necesitar las máquinas cambiar la posición de los cabezales, cambiar la rotación de los motores e incluso cambiar de cabezal. Aumentar la duración de un fragmento intermedio en el máster de vídeo resultaba imposible sin afectar a los siguientes. Por todo ello se necesitaban alternativas que hicieran posible dichas operaciones o que, al menos, no consumieran tanto tiempo.

## Descripción
El CMX 600 fue una apuesta considerada por la propia empresa como revolucionaria. Consistía en dos monitores, uno para la imagen y otro para las órdenes, controlados por un lápiz electrónico. Para el almacenamiento de las fuentes disponía de discos duros, hasta una docena, con 39 megabytes (MB) cada uno y hasta cinco minutos de vídeo analógico. En total almacenaba como máximo una hora de material bruto, lo cual le hacía idóneo para editar anuncios, pese a que también se utilizó para series televisivas.